# 伍氏华鳊
伍氏华鳊（学名：Sinibrama wui）为輻鰭魚綱鯉形目鲤科华鳊属的鱼类，是中国的特有物种。分布于四川省成都、乐山、建廷、湖南省衡山等。该物种的模式产地在四川。體長可達20.4公分，棲息在河川底中層水域，生活習性不明。

## 扩展阅读
維基物種上的相關：伍氏华鳊